# Rukla
Rukla est une commune située dans le centre de la Lituanie dans l'apskritis de Kaunas.

## Description
Rukla est une commune de l'apskritis de Kaunas. Elle est le centre administratif de la Seniūnija de Rukla dans la municipalité du district de Jonava.
Elle abrite le centre national de réception des réfugiés accueillant tous les réfugiés arrivant en Lituanie.
En 2011, sa population est de 2 098 h.

## Base militaire
Cinq différentes unités des Forces armées lituaniennes sont basées à Rukla. Les installations militaires comprennent la camp d'entraînement militaire de Gaižiūnai (12 500 ha) et la base aérienne de Jonava. Depuis 2017, Rukla accueille des troupes du Plan d'action « réactivité » de l'OTAN. Des troupes françaises, allemandes, croates, tchèques, belges, luxembourgeoises, norvégiennes, et lituaniennes y sont (ou ont été) présentes. Les belges y sont représentés en 2018 par les soldats du 4e bataillon logistique de Marche-en-Famenne.